# Dermestes persimilis
Dermestes persimilis is een keversoort uit de familie spektorren (Dermestidae). De wetenschappelijke naam van de soort werd in 1873 gepubliceerd door George Robert Crotch.